# San Andrés del Rabanedo
San Andrés del Rabanedo (leóni nyelven Santu Andrés del Rabanéu) település Spanyolországban, León tartományban. Lakosainak száma 29 884 fő (2024).

## Földrajza
San Andrés del Rabanedo León, Valverde de la Virgen, Cimanes del Tejar, Rioseco de Tapia, Cuadros és Sariegos községekkel határos.

## Népesség
A település lakosságának változását az alábbi diagram mutatja:
| Lakosok száma | 24 816 | 26 968 | 28 894 | 30 906 | 31 742 | 31 741 | 31 123 | 30 615 | 29 888 | 29 884 |
|               | 2001   | 2004   | 2007   | 2009   | 2012   | 2014   | 2017   | 2019   | 2022   | 2024   |